# 日吉孝明
日吉 孝明（ひよし たかあき、1983年8月21日 - ）は、日本の元子役・元俳優・元声優。東京都国立市出身。

## 人物
1987年2月に劇団日本児童に入団、劇団日本児童に所属していた。『女弁護士 朝吹里矢子（11）』でドラマデビュー。子役時代、『天までとどけ』シリーズの丸山家の六男・十郎役で人気を博す。最終となる第8シリーズまで演じ抜くが、高校進学後に芸能界から引退。
2017年5月19日に放映されたTBS系列『爆報! THE フライデー』によると、その時点では電気会社に勤務し、結婚して3児の父親となっていた。

## 出演作品
※出演作品の出典

### テレビドラマ
- 天までとどけ シリーズ1〜8（1991年 - 1999年） - 六男・丸山十郎 役
- 女弁護士 朝吹里矢子（11） - 小さな目撃者
- 最悪のチャンス
- 代表取締役刑事
- 大江戸捜査網（橋爪淳版、平成第1シリーズ）
- 正しい結婚
- 忍者戦隊カクレンジャー 第46話（1995年1月6日） - 明 役
- 重甲ビーファイター 第20話（1995年6月18日） - 隆 役

### 映画
- ルパン三世 くたばれ!ノストラダムス（1995年） - セルジオ 役 ※声優としての出演
- 学校の怪談2（1996年） - ヨシオ 役

### 吹替
- スヌーピーとチャーリー・ブラウン（ポニーキャニオン版） - チャーリー・ブラウン 役
- 身代金（ソフト版） - ショーン・ミュレン 役